# Ростовська телевежа

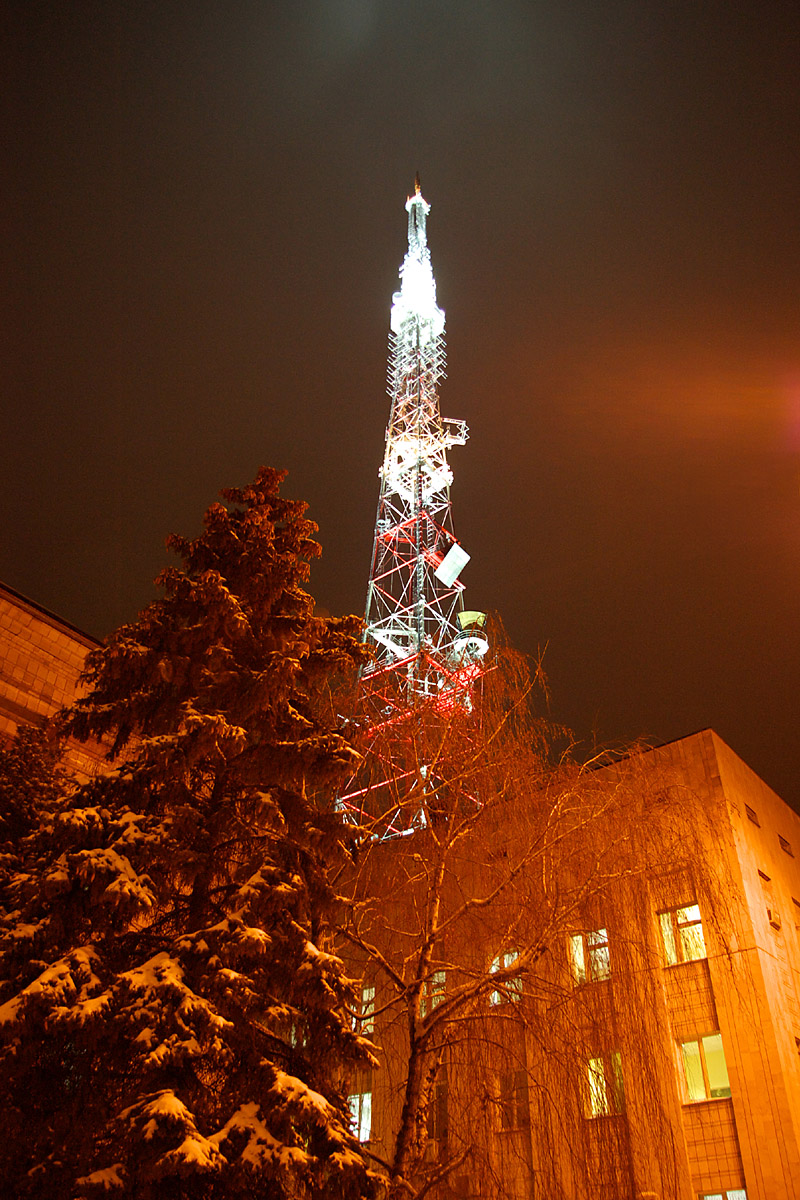
Ростовська телевежа

Ростовська телевежа (рос. Ростовская телебашня) — типова телевізійна і радіомовна вежа проекту 3803 KM, розташована у Залізничному районі Ростова-на-Дону на вул. Барикадній. Телевежа є найвищою спорудою в Ростові-на-Дону. Її висота становить 195 метрів. В зоні її дії передавачів знаходиться значна частина (крім Новочеркаська) Ростовської агломерації населенням 2,2 млн чоловік, що включає в себе крім Ростова-на-Дону, такі великі міста, як Батайськ, Азов, Аксай.

## Історія
Епоха телемовлення на території Ростовської області почалася з будівництва Ростовської телевежі висотою 195 метрів. Вежу спроектував Московський інститут сталевих конструкцій. Її будівництво велося два роки і завершено 29 квітня 1958 року. Пробні телепередачі почалися вже на наступний день — 30 квітня 1958 року. З 1969 року здійснюється передача кольорового телемовлення. У 1992 року на вежі сталася пожежа, внаслідок якої вигоріло кілька кабелів і трансформаторів. Аварія викликала припинення телемовлення на 12 годин.

## Сучасний стан
Решітчата ажурна металева конструкція спирається на чотири бетонні опори. Секції вежі поперемінно пофарбовані в червоний і білий кольори. Підсвічування телевежі в темний час доби здійснюється за допомогою встановлених на ній лазерних світлодіодів, дають рівномірне освітлення конструкцій без засвіток. Яскраве світіння вежі досягається шляхом використання флуоресцентної фарби для фарбування зовнішніх елементів. Ще в 2000 році журналісти писали, що стан телевежі вимагає термінового ремонту. Її відхилення від осі в п'ять разів перевищує норму.

## Альтернативи. Пенташпиль
У 1998 році Містобудівна рада Ростова-на-Дону схвалила ідею ростовчанина Сергій Ківенка, який розробив проект нової міської телевежі, названої ним «Пенташпилем». «Пенташпиль» це 315-метрова ажурна вежа, що представляє собою п'ять витончено вигнутих висхідних опор. Під будівництво виділено ділянку в районі колишнього аеродрому «Нижньогниловськой». Але вже в березні 1999 року міська інженерна рада закрила проект Ківенка.
У 2002 році проект Сергія Ківенко «ПЕНТАШПИЛЬ» знайшов друге дихання — автор створив навколо вежі багатофункціональний «ПЕНТАШПИЛЬ-комплекс». Проектом зацікавилися серйозні інвестори. Загальна вартість всього будівництва, включаючи комплекс розташованих навколо вежі будівель, оцінювалася приблизно в суму від 60 до 90 мільйонів доларів.